# Bill Cunningham New York
Pour plus de détails, voir Fiche technique et Distribution.
Bill Cunningham New York est un film documentaire américain de Richard Press sorti le 16 mars 2011. 

## Synopsis
La vie et l'œuvre de Bill Cunningham, photographe  de mode au New York Times... 

## Fiche technique
- Titre original : Bill Cunningham New York
- Titre français : Bill Cunningham New York
- Titre québécois :

- Réalisation : Richard Press
- Scénario :
- Direction artistique :
- Décors :
- Costumes :
- Photographie : Tony Cenicola et Richard Press
- Son :
- Montage : Ryan Denmark
- Musique :

- Production : Philip Gefter
- Société(s) de production : First Thought Films et The New York Times
- Société(s) de distribution :  : Zeitgeist Films
- Budget :
- Pays d’origine :  États-Unis
- Langue : Anglais

- Format : Couleurs - 35mm - 1.85:1 - Son Dolby numérique
- Genre cinématographique : Film documentaire
- Durée : 84 minutes
- Dates de sortie :
- États-Unis : 24 mars 2010 (New Directors New Films) 
  -  États-Unis : 16 mars 2011

## Distribution
Dans leurs propres rôles :
- Bill Cunningham : lui-même
- Anna Wintour : elle-même
- Tom Wolfe : lui-même
- Brooke Astor : elle-même
- David Rockefeller : lui-même

## Distinctions
- 2010 : Prix du public (section Documentaires) au festival du film de Sydney ;
- 2010 : Prix du public (section Documentaires) au festival du film de Melbourne.

### Nominations
- 2 nominations

## Box-office
| Pays ou région | Box-office  | Date d'arrêt du box-office | Nombre de semaines |
| -------------- | ----------- | -------------------------- | ------------------ |
| États-Unis     | 1 510 026 $ | 27 novembre 2011           | 35                 |

## Réception critique
Bill Cunningham New York reçoit des critiques unanimement positives. L'agrégateur Rotten Tomatoes rapporte que 98 % des 54 critiques ont donné un avis positif sur le film, avec une moyenne de 8,1/10 . L'agrégateur Metacritic donne une note de 77 sur 100 indiquant des « critiques positives » .